# Riho Sayashi
Riho Sayashi (鞘師里保 Sayashi Riho), född 28 maj 1998 i Hiroshima, Japan, är en japansk sångerska och skådespelerska verksam i idolagenturen Hello! Project. Hon var tidigare medlem i musikgrupperna Morning Musume och Peaberry. Sedan 2019 är hon medlem i dansgruppen Avengers vilken består av tre olika dansare som ersätter Yui Mizuno i gruppen Babymetal.

## Karriär
Sayashi blev medlem i Morning Musume och Hello! Project den 2 januari 2011 tillsammans med Erina Ikuta, Kanon Suzuki och Mizuki Fukumura som en del av den nionde generationen. Tre månader efter att Sayashi blivit medlem i Hello! Project ersatte hon Erina Mano som programvärd i radioprogrammet "Mano Deli". Programmet bytte samtidigt namn till "Riho Deli".
I oktober 2011 deltog Sayashi i musikalen "Reborn ~Inochi no Audition~" och i singeln med samma namn.
I januari 2012 tilldelades Sayashi rollen som tävlingsledaren "Sana Nagata" i Hello! Project-dramat Suugaku Joshi Gakuen.
I juni 2012, tillsammans med Reina Tanaka samt den nionde och tionde generationen från Morning Musume, deltog Sayashi i ännu en musikal; "Stacey’s Shoujo Saisatsu Kageki".
Den 20 juli 2012 meddelades det att Sayashi blir en del av duon Peaberry tillsammans med Ayaka Wada från S/mileage. Peaberry släppte singeln Cabbage Hakusho.
Den 31 december 2015 tog Sayashi uppehåll från Morning Musume för att fokusera på sina studier.
Sedan 2019 är Riho Sayashi medlem i dansgruppen Avengers som fyller upp dansdelen istället för Yuimetal i gruppen Babymetal.

## Gruppmedlemskap
- Morning Musume (2011-2015)
- Hello! Project Mobekimasu (2011-2013)
- Peaberry (2012-2018)
- Avengers (2019- )

## Filmografi
- Fashionable (musikal) (2010)
- Bijo Gaku (2011)
- Sharehouse (2011)
- Sayashi Riho ~Greeting~ (2011)
- Reborn ~Inochi no Audition~ (musikal) (2011)
- RIHO (2012)
- Suugaku Joshi Gakuen (2012)
- Stacey’s Shoujo Saisatsu Kageki (musikal) (2012)
- Gogakuyu (2013)
- LILIUM -Lilium Shoujo Junketsu Kageki- (musikal) (2014)
- TRIANGLE -Triangle- (musikal) (2015)

## Fotoböcker
- Sayashi Riho (2011-08-27)
- Un deux trois (2012-08-27)
- Taiyou (2013-11-25)
- Juurokusai (2015-03-25)
- Morning Musume Sayashi Riho Zenshuu 2011-2015 (2015-12-25)